# ケジェヌ

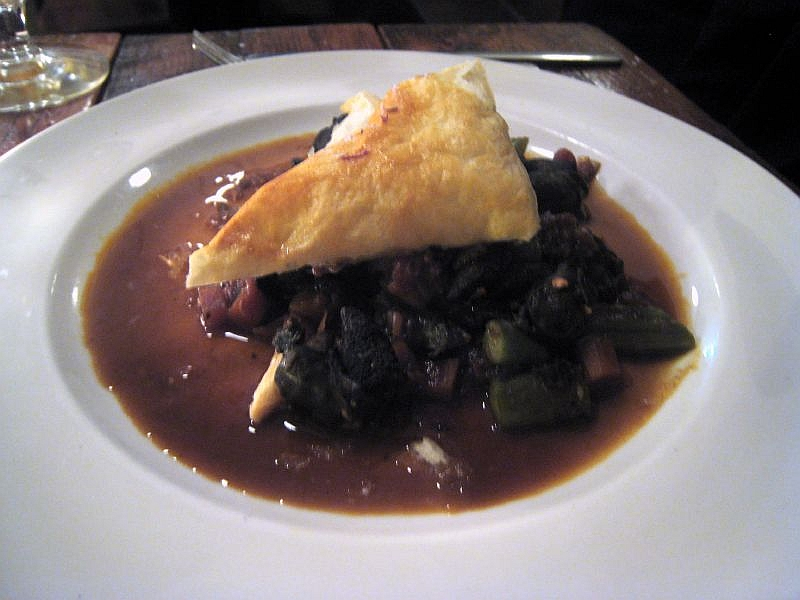
エスカルゴ、オクラ、パイを添えたケジェヌ

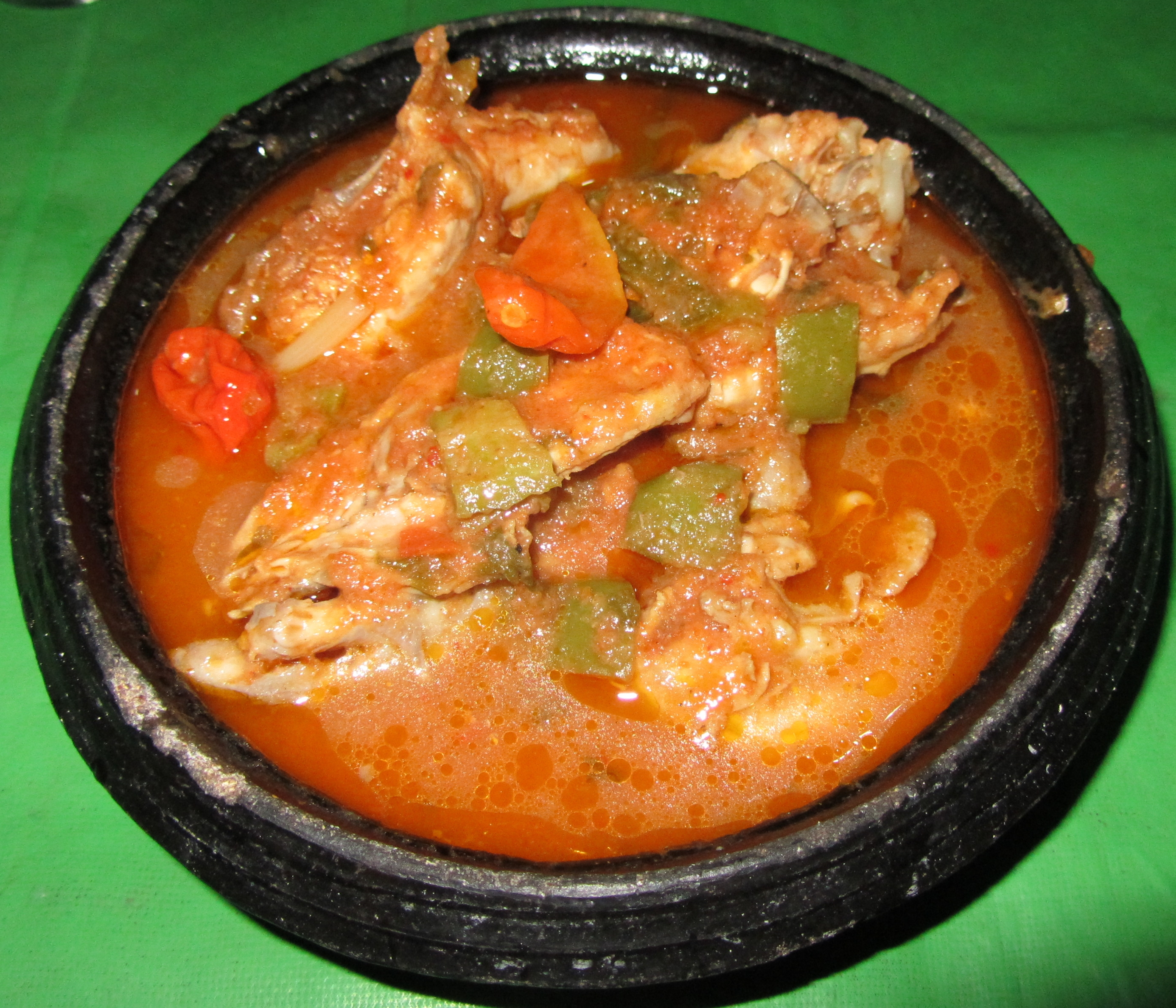
ケジュヌの一皿

ケジェヌ（ラテン文字：Kedjenou、ケジェヌ・プーレやケジェヌ・ドゥ・プーレと呼ばれることもある）は、コートジボワールを発祥とする、鶏肉と野菜を用いたシチューである。ケジェヌは鶏肉もしくはホロホロチョウと野菜を火もしくは熱した炭の上に置いたカナリ（canari、素焼きの土鍋）で長時間煮込むことで作られる。ケジェヌはコートジボワールの伝統料理であり、国内でも人気のある料理である。
ケジェヌの準備には様々な方法がある。準備段階では液体をほとんど使用せず、肉を調理する際に出る肉汁を使用するのみである。これにより肉が柔らかくなり材料の旨味が凝縮される。時に、ケジェヌはバナナの葉でくるんだ材料を熱した炭の下に置いて調理することがある。コートジボワールでは、ケジェヌは伝統的にすりおろしたキャッサバで作る副菜、アチェケとともに供される。